# آندرس فریسک
آندرس فریسک (سوئدی: Anders Frisk؛ زادهٔ ۱۸ فوریهٔ ۱۹۶۳) داور فوتبال اهل سوئد است.
وی داوری را از سال ۱۹۷۸ آغاز کرده و در سال ۱۹۸۹ برای اولین بار در لیگ برتر فوتبال سوئد قضاوت کرده است. فریسک پس از بازی دو تیم چلسی و بارسلونا در چارچوب مسابقات لیگ قهرمان اروپا در مارس ۲۰۰۵ و حواشی به وجود آمده به دلیل اتهام ژوزه مورینیو به وی برای حمایت از بارسلونا و دیدار با فرانک ریکارد مربی این تیم در بین دو نیمه بازی، از داوری کناره‌گیری کرد.

## مسابقات
- جام جهانی فوتبال ۲۰۰۲
- جام ملت‌های اروپا ۲۰۰۴
- جام ملت‌های اروپا ۲۰۰۰ (فینال)
- جام ملت‌های اروپا ۱۹۹۶
- جام کنفدراسیون‌ها ۱۹۹۹
- مسابقات فوتبال زنان اروپا ۱۹۹۳